# Almudena Fontecha
Almudena Fontecha López (n. Los Yebenes (Toledo), 28 de febrero de 1963) es una sindicalista feminista española que ha destacado por el desarrollo de las políticas de igualdad en la Unión General de Trabajadores. Desde noviembre de 2017 es Presidenta de la Fundación Grupo Norte además de directora de Relaciones Institucionales y Responsabilidad Social de Grupo Norte.
Entró en la ejecutiva del sindicato en 1995 en el equipo de Cándido Méndez y asumió primero la Secretaría de Acción Social Confederal y en 2005 la Secretaría de Igualdad responsable de inmigración y extranjería, igualdad entre sexos y personas con discapacidad hasta 2016. En 2005 fue la primera mujer en ocupar una vicepresidencia en el Consejo Económico y Social del Estado. Impulsó junto a Luz Martínez Ten la Escuela de Mujeres Dirigentes de UGT (2006-2011) creada con el objetivo de formar a las mujeres del sindicato en la defensa de las políticas de igualdad en los espacios laborales, en liderazgo y feminismo.

## Trayectoria
Auxiliar de enfermería y afiliada a la Federación de Servicios Públicos se afilió a la Unión General de Trabajadores en 1983.
Ocupó la Secretaría General de UGT en Castilla-La Mancha y la provincia de Toledo antes de ser elegida en 1995 miembro de la dirección nacional de la UGT, asumiendo la Secretaría de Igualdad  convirtiéndose en una de las personas de máxima confianza del secretario general Cándido Méndez.
El 19 de octubre de 2005 fue la primera mujer en ocupar una vicepresidencia en el Consejo Económico y Social del Estado, un órgano consultivo del gobierno español en materia socioeconómica y laboral.
Posteriormente fue nombrada consejera en el Consejo General de la Emigración a propuesta de UGT.
En 2007 fue nombrada miembro del Consejo General del Sistema Nacional de Empleo.
En 2016 se especuló con la posibilidad de que fuera candidata a liderar la UGT en sustitución de Cándido Méndez. Finalmente no se presentó y tampoco aceptó formar parte de las listas de los candidatos.
En 2013 recibió el Premio Mujeres Progresistas, otorgado por la por la Federación de Mujeres Progresistas.

### Contra la violencia de género y en defensa de la igualdad
A raíz de la aprobación de la Ley Integral contra la Violencia de Género en España en 2004 Fontecha defendió el papel de los sindicatos en su erradicación en el ámbito laboral, a través de la presencia sindical en los centros de trabajo, como garantes del cumplimiento de las obligaciones empresariales en materia de prevención del acoso sexual y del acoso por razón de sexo, así como de la protección de los derechos de las trabajadoras víctima de violencia de género. En 2009 compareció ante la Subcomisión para el estudio del funcionamiento de la Ley Integral de medidas contra la violencia de género y propuestas de modificación.

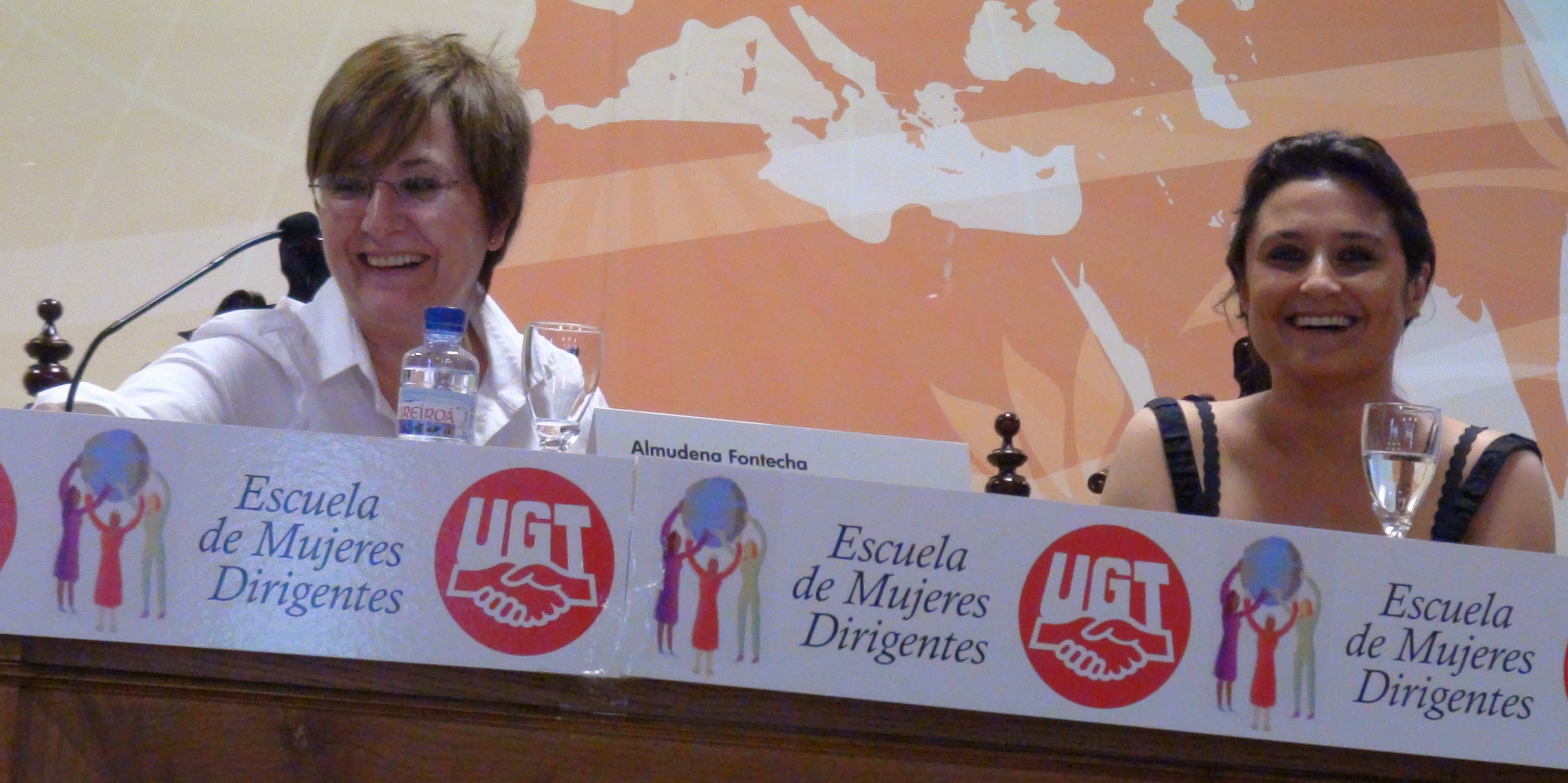
Almudena Fontecha y Laura Seara en la Escuela de Mujeres Dirigentes 2010

También apoyó desde el sindicato la Ley para la igualdad efectiva de hombres y mujeres de 2007 y la implantación de los planes de igualdad en las empresas. En 2013 cuestionó la reforma laboral por haber empeorado especialmente la situación de las mujeres dando un paso atrás en el desarrollo de los planes de igualdad de las empresas.
Desde su secretaría defendió el derecho de las mujeres al aborto y se posicionó en contra de cualquier regulación de la prostitución señalando que "no es posible hablar de derechos laborales en un mundo en el que no existen derechos humanos".

### Escuela de Mujeres Dirigentes de UGT (2006 - 2011)

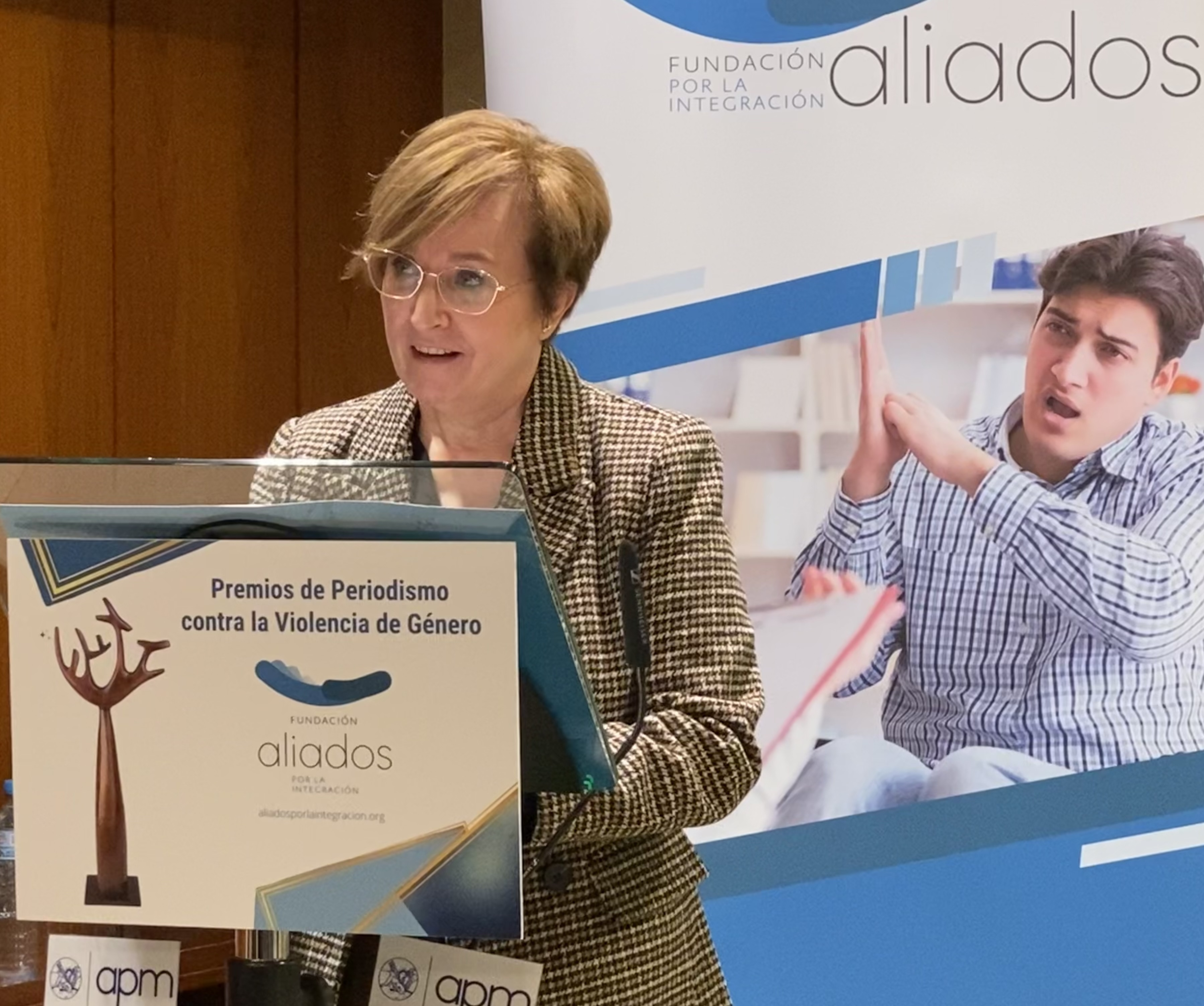
Almudena Fontecha en los Premios Aliados sobre Violencia de Género 2022

Almudena Fontecha junto a Luz Martínez Ten de la Federación de Enseñanza de UGT impulsaron de 2006 a 2011 la Escuela de Mujeres Dirigentes de UGT con el objetivo de intercambiar experiencias en políticas de igualdad en el mundo sindical, reflexionar sobre el papel de las mujeres en el sindicato y formar a las 
mujeres de la Unión General de Trabajadores en feminismo.
Por las aulas de formación pasaron filósofas feministas como Amelia Valcarcel, Ana de Miguel, Alicia Miyares, políticas como Carmen Alborch o escritoras y especialistas en tecnología y género como Gemma Lienas o Montserrat Boix.
Las sesiones de la escuela con periodicidad anual se celebraron en diferentes puntos de Galicia.  
En la actualidad es directora de RSC y de Relaciones Institucionales de Grupo Norte, y desde noviembre de 2017 Presidenta de la Fundación Grupo Norte.